# SUNDEP Solidaires
Le SUNDEP Solidaires est un syndicat français de l'enseignement et de la formation privés.

## Historique
Le Sundep est créé en 2003. Le syndicat chercha en 2004 à rejoindre la FSU, se voyant opposer un refus. Il est membre de l'union syndicale Solidaires depuis juin 2006. Il défend le service public d'éducation et la laïcité.